# Grammopelta convergens
Grammopelta convergens är en fjärilsart som beskrevs av Eugène Louis Bouvier 1928. Grammopelta convergens ingår i släktet Grammopelta och familjen påfågelsspinnare. Inga underarter finns listade i Catalogue of Life.